# Parod
Parod (hebr.: פרוד) – kibuc położony w samorządzie regionu Merom ha-Galil, w Dystrykcie Północnym, w Izraelu.
Leży w centralnej części Górnej Galilei w pobliżu góry Meron (1 208 m n.p.m.).
Członek Ruchu Kibuców (Ha-Tenu’a ha-Kibbucit).

## Historia
Kibuc został założony w 1949 przez imigrantów z Austrii.

## Gospodarka
Gospodarka kibucu opiera się na intensywnym rolnictwie.